# 태세
태세(太歲)는 목성(木星)을 뜻하며, 고대 중국의 천문역학(天文易學)에서 처음으로 언급되었다. 도교(道教) 및 풍수(風水) 분야에서 특히 중시되었다.

## 개요
목성은 대략 12년을 주기로 천구(天球)의 서쪽에서 동쪽으로 황도(黃道) 위를 일주하며, 고대 중국에서는 황도를 12등분해 목성의 황도상의 위치에 의한 기년법(紀年法)을 행했다. 또한 목성이 있는 방위에 따라 길흉을 점치기도 했으며, 특히 목성의 위치가 어긋남을 흉한 일로 여겼다.
이후 한나라 때에 이르러 이러한 기년법을 정리한 삼통력(三統曆)이 만들어졌으며, 후에 이러한 역법은 목성의 위치에 관계없이 60년 주기로 순환하는 간지(干支) 기년법으로 발전했다.

## 같이 보기
- 목성
- 간지